# Een nieuwe herfst
Een nieuwe herfst is het negende album van Boudewijn de Groot, verschenen in juni 1996, ruim 12 jaar na het vorige album Maalstroom. Op dit album staat onder meer het nummer "Avond" waarmee De Groot erg populair is in de Top 2000 van Radio 2.
Doordat het Nijgh niet lukte met nieuwe teksten te komen benaderde De Groot andere tekstschrijvers en ging hij in zijn archieven op zoek naar ouder werk. Hierbij stuitte hij op nummers die hij en Nijgh eerder schreven voor Rob de Nijs en "Annabel" en "Vrolijke violen", twee nummers die hij in de jaren '80 afstond aan Hans de Booij en beiden door Herman Pieter de Boer van tekst werden voorzien.
De cd werd opgenomen met onder andere Ernst Jansz, Jan Hendriks en Jan de Hont, en werd gearrangeerd en geproduceerd door Jakob Klaasse. 
Het orkestrale geluid van de plaat deed weer denken aan het oude werk van De Groot, en het album leverde door de goede verkoop een gouden plaat op.

## Tracklist
| Nr. | Titel                               | Duur |
| --- | ----------------------------------- | ---- |
| 1.  | Een wonderkind van 50               | 4:11 |
| 2.  | Als jij niet van me houdt           | 3:18 |
| 3.  | De Rover                            | 4:11 |
| 4.  | Deinè Theos (afschuwwekkende godin) | 3:49 |
| 5.  | Kijken hoe het morgen wordt         | 3:45 |
| 6.  | De roos                             | 3:45 |
| 7.  | De slaap                            | 2:45 |
| 8.  | Rondeel                             | 3:34 |
| 9.  | Annabel                             | 4:05 |
| 10. | De drie mandarijnen                 | 5:19 |
| 11. | Avond                               | 4:32 |
| 12. | Eva                                 | 2:23 |
| 13. | Vrolijke violen                     | 3:00 |
| 14. | De engel is gekomen                 | 8:05 |